# Slaviša Žungul
Slaviša Žungul (Požarevac, 28 de julho de 1954) é um ex-futebolista profissional croata, que atuava como atacante.

## Carreira
Slaviša Žungul representou a Seleção Iugoslava de Futebol na Eurocopa de 1976. 